# Gereblyés László
Gereblyés László (eredeti neve: Grünfeld László) (írói álnevei: Góbé László; Orondi András) (Csákberény, 1904. március 30. – Balatonfüred, 1968. október 18.) József Attila-díjas magyar költő, műfordító.

## Életpályája
Grünfeld Ignác vegyeskereskedő és Stauber Regina fia. 1922-ben érettségizett Székesfehérváron. 1923–1932 között a budapesti Magyar Általános Takarékpénztárban tisztviselőként dolgozott. 1924-ben az illegális KMP tagja lett. 1927–1930 között a 100% című folyóirat és a Korunk folyóirat munkatársa volt. 1929–1930 között Forrás címmel irodalmi folyóiratot indított. 1932-ben állásából eltávolították versei miatt, majd bebörtönözték. 1934-től fizikai munkásként dolgozott az Óbudai Pamutiparban. 1936-ban politikai tevékenysége miatt innen is elbocsátották. 1938-ban Párizsba emigrált. 1943-ban a Magyar Szemle munkatársa, majd szerkesztője volt. 1945-ben jött haza Magyarországra. 1946–1949 között a Nagyvilág című folyóirat főszerkesztője volt. 1949-től a Kulturális Kapcsolatok Intézetében dolgozott. 1957–1959 között, valamint 1962-től a Nagyvilág folyóirat szerkesztője volt. 1959–1962 között a Párizsi Magyar Intézet igazgatójaként működött.

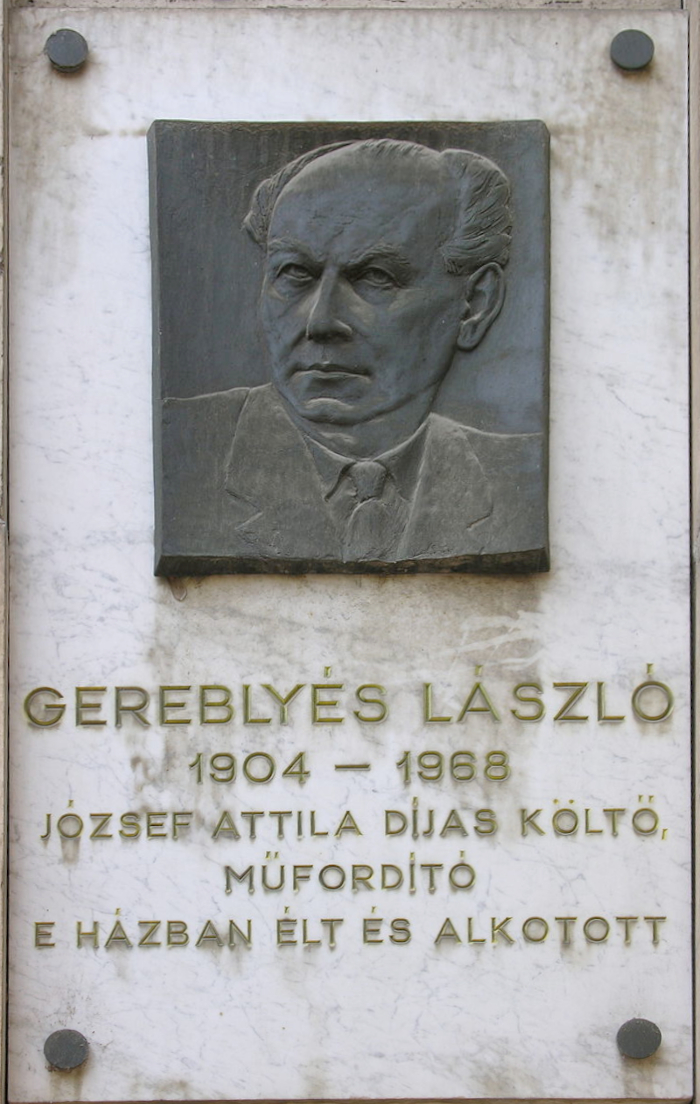
Emléktáblája Budapest II. kerületében a Frankel Leó u. 96. szám alatt

## Művei
- Testvéreim (versek, 1925)
- Gereblyés László verseiből (versek, 1929)
- Versek (versek, 1930)
- A döntés felé (riportok, 1932)
- A textilipar dolgozói (irodalmi szociográfia, 1937)
- Nehogy engedj! (versek, 1937)
- Árnyék az időben (versek, 1946)
- Biztató (versek, 1947)
- Egyenes út (válogatott versek, 1951)
- Henri Martin (verses színmű, 1952)
- Fölfelé (versek, 1955)
- Mindhalálig (versek, 1958)
- Így volt. Szociográfíai jegyzetek a 30-as évekből (1959)
- Volt, van, lesz (versek, 1960)
- Túl a határon (versek és műfordítások, 1963)
- Még tovább (összegyűjtött versek, 1964)
- Versek mozgóképre (versek, 1966)
- Láncolat (versek, 1968)
- Antanténusz. Mondókák és tréfás versek (1968)
- Új Bolond Istók (válogatott versek, 1969)
- Ezerarcú világ (összegyűjtött verses műfordítások, 1971)
- Párizsi elégia. Magyar költők és képzőművészek Franciaországról (válogatott költemények gyűjtéséből, 1974)